# Phil Jordon
Philip „Phil“ Jordon (* 12. September 1933 in Lakeport, Kalifornien; † 7. Juni 1965 in Sumner, Washington) war ein US-amerikanischer Basketballspieler, der von den amerikanischen Ureinwohnern der Wailaki und der Nomlaki abstammte und von 1956 bis 1963 in der National Basketball Association zum Einsatz kam.
Er spielte im Frontcourt auf der Position eines Power Forwards und Centers. Im Jahre 1965 ertrank er bei einem Floßunfall im Bundesstaat Washington und wurde erst rund drei Wochen später im Puget Sound treibend gefunden.

## Leben und Karriere

### Karrierebeginn und Zeit als Amateur
Phil Jordon wurde am 12. September 1933 als Nachfahre amerikanischer Ureinwohner, seine Wurzeln lagen bei den Wailaki vom Eel River und den Nomlaki aus dem Sacramento Valley, in der Kleinstadt Lakeport am Westufer des Clear Lake im US-Bundesstaat Kalifornien geboren. Neben seinem Vater John, der von den Ureinwohnern abstammte und starb als Phil im Teenageralter war, und seiner weißen Mutter Elizabeth hatte er auch noch vier Geschwister. Durch die 184 cm große Mutter erreichten auch die Kinder Größen von über 190 cm, mit Ausnahme des einzigen Mädchens, das jedoch immerhin die Größe ihrer Mutter erreichte. Aufgewachsen unter teils ärmlichen Verhältnissen in Lakeport und im rund 70 Kilometer nördlichen Willits besuchte er im letztgenannten Ort die Willits High School, an der er als Basketballspieler im Einsatz war. Mit dem Schulbasketballteam gewann er einen Staatsmeistertitel und im Jahr darauf einen regionalen Meistertitel. Durch seine Leistungen im Basketball kam er über ein Sportstipendium ans Whitworth College nach Spokane, Washington. Dort war er bereits dadurch bekannt, dass er keine favorisierte Wurfhand hatte, sondern mit beiden Händen Körbe werfen konnte. Nachdem der hauptsächlich als Center eingesetzte Jordon dort zwei Jahre lang aktiv gewesen war, brach er sein Studium am Whitworth College ab und schloss sich diversen Amateurmannschaften an. So spielte er von 1954 bis 1955 für das zur Amateur Athletic Union (AAU) gehörende Amateurbasketballteam der Federal Old Line Insurance aus Seattle mit Spielbetrieb in der National Industrial Basketball League. Nach einer Spielzeit wechselte er, kurz vor seinem Wechsel in die NBA, zu den Lokalrivalen Seattle Buchan Bakers, die in der gleichen Liga vertreten waren. Mit der Werksmannschaft der lokalen Buchan Bakery, bei der er auch als Mitarbeiter angestellt war, gewann er unter Frank Fidler im Jahr 1956 einen nationalen AAU-Meistertitel.

### Wechsel in die NBA
Über den NBA-Draft 1956 wurde Jordon als 42. Pick in der sechsten Runde zu den Minneapolis Lakers gedraftet, die ihn in weiterer Folge jedoch nicht unter Vertrag nahmen. Danach bekam er von General Manager Ned Irish einen Rookie-Vertrag beim NBA-Franchise New York Knicks, bei dem er unter dem noch jungen Trainer Vince Boryla und dessen Assistent Andrew Levane zu seinem Profidebüt in der Saison 1956/57 kam. Dabei absolvierte er sein erstes Spiel am 1. Januar 1957 bei einer 102:104-Niederlage der Knicks gegen die Syracuse Nationals, als er selbst noch ohne Punkte blieb. Bis zum Ende des Monats wurde er acht weiteren Meisterschaftspartien eingesetzt und kam auf eine Bilanz von 44 erzielten Punkten. Er war der erste Spieler aus dem Redwood Empire, der pazifischen Nordküste Kaliforniens, zwischen der Bucht von San Francisco und der Grenze zu Oregon, der in der NBA eingesetzt wurde. Zudem war er, bis zur Verpflichtung von Josh Akognon im Jahre 2013, rund 57 Jahre lang der einzige Spieler aus dieser Gegend, der in der höchsten Basketballliga Nordamerikas vertreten war. Mit den Knicks schloss er die Saison 1956/57 mit 36 Siegen und ebenso vielen Niederlagen auf dem vierten Platz der Eastern Division ab. Unter Boryla startete er auch in die nachfolgende Spielzeit 1957/58, wo er es für das Franchise aus New York City noch zu zwölf Ligaauftritten brachte, in denen er 37 Scorerpunkte beisteuerte, ehe er im Dezember desselben Jahres von Fred Delano, dem General Manager der Detroit Pistons, nach Auburn Hills in Michigan, der Heimat des NBA-Franchises geholt wurde. Dort wurde er anfangs unter Red Rocha als Center eingesetzt und kam in seinem ersten Spieljahr auf 46 Meisterschaftseinsätze und 413 Punkte. Nach dem Ende der regulären Saison, als die Pistons auf dem zweiten Platz der Western Division rangierten, nahm Phil Jordon auch noch an sechs Play-off-Partien teil, als die Mannschaft in den Division-Finals gegen die Boston Celtics ausschied.

### Stammspieler ab der Saison 1958/59
In seiner zweiten Saison bei den Detroit Pistons (1958/59) setzte ihn Rocha als Power Forward ein, wodurch er in allen 72 Meisterschaftsspielen zum Einsatz kam und mit 1.029 erzielten Punkten hinter Gene Shue mit 1.266 Punkten zweitstärkster Spieler der Pistons in dieser Saison war. Mit den Pistons erreichte er trotz lediglich 28 Siegen, die 44 Niederlagen gegenüberstanden, einen Startplatz in den abschließenden Play-offs. Dort schied das Franchise noch früh in den Western-Division-Semifinals gegen die Minneapolis Lakers aus. Nach dieser für ihn sehr einsatzstarken Saison wurde er im Frühjahr 1959 vom mittlerweile neuen GM, Nick Kerbawy, zu den Cincinnati Royals transferiert. Im Gegenzug erhielten die Pistons von den Cincinnati Royals und dessen GM Pepper Wilson den auf der gleichen Position spielenden Archie Dees und einen Zweitrundenpick für den NBA-Draft 1959. In der von Tom Marshall trainierten Mannschaft galt Jordon neben Spielern wie Med Park, Jack Twyman oder Dave Piontek als einer der erfahrensten Spieler. In der Saison 1959/60 kam er so in allen 75 Meisterschaftspartien als Stammkraft zum Einsatz und erreichte hinter dem starken Jack Twyman (2.338 Punkte) mit 1.004 Zählern abermals die zweitmeisten Punkte seiner Mannschaft. Im Gegensatz zu den 14,3 Punkten pro Spiel, die er im Vorjahr noch bei den Pistons erreichte, nahm diese Zahl mit 13,4 Punkten bei den Royals etwas ab. Mit der Mannschaft erreichte in dieser Saison jedoch nur 19 Siege, die 56 Niederlagen gegenüber standen, was den mit Abstand letzten Platz in der Western Division bedeutete.
Mit Beginn der Spielzeit 1960/61 galt Jordon neben Twyman als das erfahrenste Duo ihrer Mannschaft, das mit dem Rookie Oscar Robertson einen starken Point Guard zur Seite gestellt bekam. Bis zur 48. Runde hatte es auf 521 erzielte Punkte gebracht. Unter Vince Boryla, der mittlerweile General Manager der New York Knicks war, wurde er am 18. Januar 1961 von den Cincinnati Royals gekauft und kam nur vier Tage nach seinem letzten Spiel für das Franchise aus Cincinnati für die Knicks zum Einsatz; ausgerechnet in einem Spiel gegen seinen Ex-Klub. Im weiteren Verlauf wurde er von Trainer Carl Braun, der sich selbst noch in diversen Spielen einsetzte, in allen restlichen Meisterschaftsspielen aufgestellt und kam somit teamübergreifend in allen 79 Ligapartien dieser Saison zum Einsatz. Bei seinen 31 Einsätzen für die Knicks gelangen ihm 405 Punkte. Nachdem Boryla im Mai 1961 durch Fred Podesta, der bereits sein Vorgänger war, als General Manager abgelöst wurde, wurde er unter dem neuen Trainer Eddie Donovan weiterhin als Stammspieler auf der Position des Center eingesetzt. Neben Richie Guerin und Willie Naulls galt Jordon dabei als einer der erfahrensten Spieler des Teams, das in dieser Saison hauptsächlich aus Rookies bestand. Am 2. März 1962 trat er mit den New York Knicks auch im berüchtigten Spiel gegen die Philadelphia Warriors an, als der damalige Starspieler der NBA, Wilt Chamberlain, 100 Punkte beim 169:147-Sieg seiner Mannschaft beisteuerte; ein bis heute (Stand: April 2016) bestehender Rekord. Die Niederlage und die Höhe von Chamberlains erreichten Punkten wird mitunter Phil Jordon zugeschrieben, der in diesem Spiel nicht mitwirkte, da er offiziell an einer Grippe erkrankt war und deshalb nicht mitspielen konnte. Was offiziell als Grippe galt, wurde in der Öffentlichkeit weitgehend als Kater bezeichnet, da sich Jordon am Vortag betrunken hatte und aus diesem Grund unfähig war am Spielbetrieb teilzunehmen. Damit hatten die Knicks mit Darrall Imhoff nur einen einzigen großen Spieler im Kader, der Chamberlain verteidigen sollte, was jedoch nur vereinzelt gelang.

### Niedergang nach Wilt Chamberlains 100er
Nachdem die Knicks am Saisonende 1961/62 mit 29 Siegen und 51 Niederlagen auf dem vierten und damit letzten Platz der Eastern Division rangierten, verließ Phil Jordon das Franchise in Richtung Chicago Zephyrs, die erst ein Jahr zuvor unter dem Namen Chicago Packers entstanden waren. Zu den Zephyrs kam er am 10. September 1962, nachdem ihn Frank Lane, General Manager des Franchises, zusammen mit dem später in Spanien aktiven Cliff Luyk, wobei die Knicks im Gegenzug Baseball- und Basketballprofi Gene Conley von den Zephyrs erhielten. Seine Zeit beim neuen Team aus Chicago sollte allerdings nicht lange weilen; bereits einen Monat später wurde er im Oktober 1962 unter General Manager Marty Blake von den St. Louis Hawks unter Vertrag genommen. Die Zephyrs erhielten dafür den noch nie eingesetzten Rookie Charles „Charlie“ Hardnett. Bei den St. Louis Hawks avancierte Jordon noch einmal zu einem oftmals eingesetzten Spieler, wobei der 29-Jährige nicht mehr an die Zeit davor anknüpfen konnte und es deshalb nicht einmal auf die Hälfte der Einsatzminuten von Stammspieler Bob Pettit brachte, obwohl er in 73 der 80 möglich gewesenen Ligapartien auf dem Feld war. Mit 48 Siegen und 32 Niederlagen beendeten die Hawks die Saison 1962/63 hinter dem mittlerweile als Los Angeles Lakers bekannten Franchise, das zuvor die Minneapolis Lakers waren, auf dem zweiten Platz der Western Division. Mit der Mannschaft schied er nur knapp in den Division-Finals gegen die Lakers mit 3:4 in der Best-of-Seven-Serie aus. Aufgrund der Aussichtslosigkeit auf einen neuerlichen Durchbruch als Stammspieler beendete er zum Saisonende seine Laufbahn als Aktiver. Sein letztes NBA-Spiel in der regulären Saison absolvierte er dabei am 17. März 1963, gefolgt von seinem wirklich letzten Spiel in der NBA, in den Play-offs am 7. April 1963.

### Leben nach Karriereende und Tod
Nach dem Ende seiner Karriere zog es ihn nach Tacoma, wo er bis zu seinem Tod zwei Jahre später lebte. Am 7. Juni 1965 brach er zusammen mit drei anderen Männern zu einem Floßausflug am Puyallup River auf. Als das Boot während der Fahrt brach und die Besatzung über Bord ging, war Phil Jordon der einzige, der sich nicht an das Ufer retten konnte. Seine Leiche wurde erst knapp drei Wochen später, am 27. Juni 1965, im Puget Sound treibend gefunden. Zum Zeitpunkt seines Todes war er als Straßenarbeiter tätig. Er hinterließ seine Frau Julia Jordon, geborene Arthur, mit der er bereits in Jugendtagen liiert war, und den gemeinsamen Sohn Jon, der in den 1980er Jahren selbst als Basketballspieler aktiv war, es jedoch nie über Amateur- bzw. Collegeniveau hinausbrachte.